# 粘核光桃
粘核光桃（学名：Prunus persica var. scleronucipersica）为蔷薇科李属下的一个变种。

## 扩展阅读
- 維基物種上的相關：粘核光桃